# 플라비우스 요세푸스

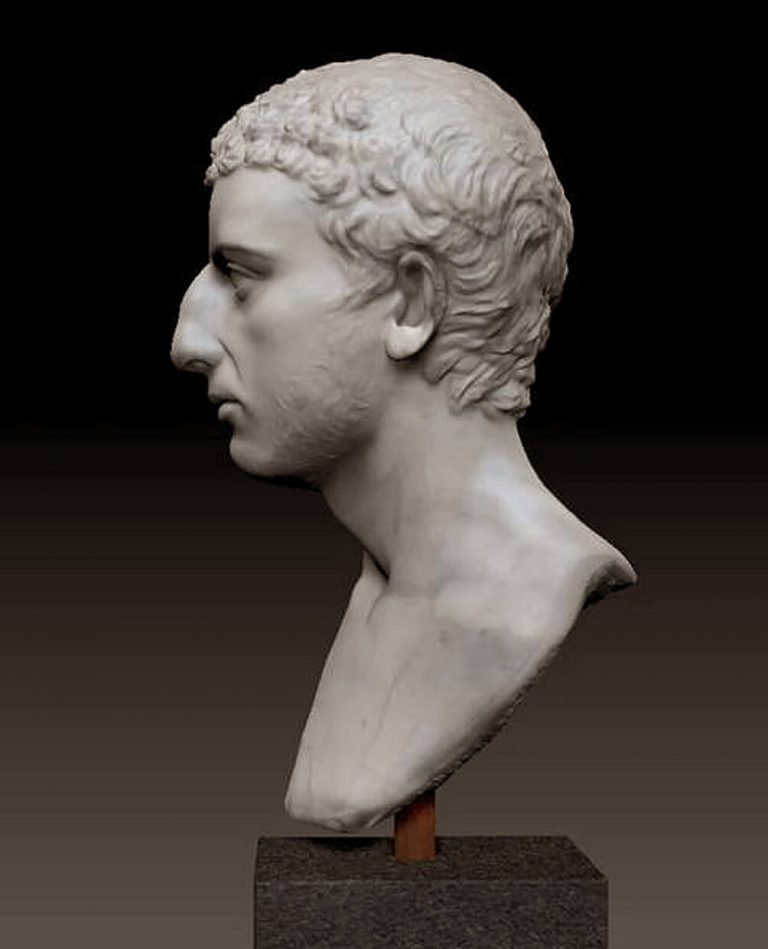
요세푸스의 것이라 전해지는 로마 시대의 흉상.

플라비우스 요세푸스(라틴어: Flavius Josephus 플라위우스 요세푸스[*], 고대 그리스어: Φλάβιος Ιώσηπος 플라비오스 이오세포스[*], 기원후 37년경~100년경)는 1세기 제정 로마 시대의 유대인 출신의 정치가이자 역사가이다. 기원후 66년에 발발한 제1차 유대-로마 전쟁에서 유대군을 지휘하여 로마군에 맞섰으나, 로마군의 포로가 된 뒤 투항하여 정보를 제공해 주고 베스파시아누스 황제의 배려로 풀려나 로마 시민이 되었다. 플라비우스 요세푸스라는 이름은 새로 로마 시민이 된 이들에게 적용되는 관례에 따라 보호자인 베스파시아누스 황제의 가문의 이름을 따 '플라비우스'를 가문이름(nomen)으로 삼은 것으로 보인다.
티투스의 막료로서 예루살렘 함락의 순간을 모두 지켜보았으며, 훗날 이 전말을 《유대 전쟁사》라는 책으로 남겼다.

## 생애
요세푸스가 그리스어 저서에서 사용한 이름은 '이오세포스 마티우 파이스(Ἰώσηπος Ματθίου παῖς)'→마티아스의 아들 이오세포스이다. 요세푸스는 아람어도 구사하였고 거의 확실히 히브리어도 구사하였다고 생각되지만 그의 이름이 이들 언어로 적힌 것은 남아 있지 않다. 다만 그리스어에서 사용한 이름에서 히브리어로 번역하면 요세프 벤 마티탸후(יוסף בן מתתיהו), 아람어로 번역하면 요세프 바르 마티탸후(יוסף בר מתתיהו)→마타티아·하스몬 왕조의 아들인 요세프이다. 요세푸스 본인은 직접 지은 《유대 전쟁사(Ιουδαϊκός Πόλεμος)》의 고대 그리스어 번역문에서 자신을 "마티아스(마티탸후)의 아들 이오세포스(요세프), 예루살렘의 사제(Ἰώσηπος Ματθίου παῖς ἐξ Ἱεροσολύμων ἱερεύς)"로 소개하고 있다(I.3).
로마령(領) 속주였던 유다이아 지구의 주도(州都) 예루살렘에서 제사장의 집안에 태어났으며, 그 자신은 청년 시절에는 사두가이파나 엣세네파 같은 유대교의 여러 파를 거쳐 최종적으로 바리사이파를 선택했다고 한다. 펠릭스 장관 시절이던 기원후 64년에는 반(反)로마 폭동을 주도했다는 이유로 로마로 끌려온 유태인들에 대한 석방을 황제에게 탄원하기 위한 진정사절단의 일원으로서 로마를 방문했고(당시 그 사절단의 최연소 단원이었다) 같은 유대인 배우의 소개로 만난 네로 황제의 황후 포파이아 사비나를 만나기도 했다.

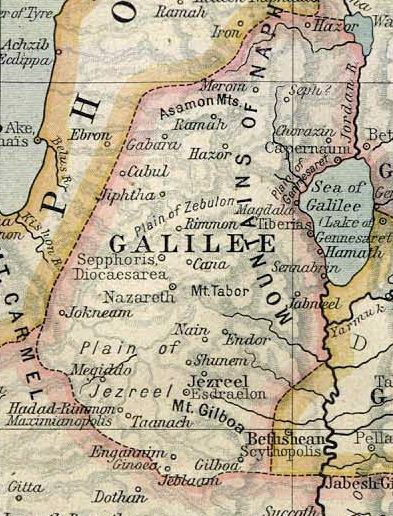
유대 전쟁 당시 요세푸스가 지키고 있었던 갈릴리 지역.

그는 제1차 유대-로마 전쟁에서 예루살렘에서 갈릴리로 파견되어 갈릴리의 마을인 요타파타를 지키는 지휘관으로서 로마군에 맞섰으나, 로마군 사령관 베스파시아누스 플라비우스·티투스 부자가 지휘하는 로마군에게 패하고 만다. 이때 이방인에 대한 투항보다 차라리 자결하는 쪽을 택한 다른 유대인 지휘관들은 제비를 뽑아 서로 죽였지만, 마지막으로 요세푸스와 다른 병사 한 명이 남겨졌을 때 요세푸스는 그 병사를 설득해 함께 로마군에 투항하였다. 기원후 67년 7월의 일이었다. 전쟁 포로가 된 요세푸스는 베스파시아누스 앞에서 그가 훗날 로마의 황제가 될 것이라는 예언을 하고 목숨을 건졌다. 네로 황제 사후의 혼란을 거쳐 실제로 베스파시아누스가 황제가 된 뒤, 69년 풀려난 요세푸스는 그의 아들 티투스의 막료로서 중용되었고 그 자신의 진술에 따르면 기원후 70년 예루살렘 포위 당시 유대 군과의 협상에 참여한 듯하다. 이후 그는 예루살렘이 함락되는 순간을 모두 목격했다.
예루살렘이 파괴되고 유다이아 지역이 진압된 뒤, 요세푸스는 기원후 71년에 티투스의 수행자 신분으로 로마에 입성하여 로마 시민권을 얻었고 죽을 때까지 평생 로마에서 살았다. 로마에서 요세푸스는 베스파시아누스 황제의 옛 저택에 머무는 배려를 받고 점령당한 유다이아의 땅과 상당한 연금도 지급받았으며, 황제의 성씨인 '플라비우스'라는 이름까지 얻었다. 기원후 75년에서 기원후 80년 사이에 저술된, 요세푸스의 알려진 저작들은 모두 로마에 있으면서 플라비우스 가문의 보호를 받을 때 저술한 것이다.
70년경 첫 아내와 이혼한 요세푸스는 알렉산드리아 출신의 유대인 여성과 혼인하여 플라비우스 히르카누스(Flavius Hyrcanus)라는 아들과 알려진 바가 전혀 없는 다른 아이를 포함하여 아이 둘을 낳았다. 75년경 다시 이혼하여 세 번째 혼인으로 플라비우스 유스투스(Flavius Justus)와 시모니데스 아그리파(Simonides Agrippa)라는 아들 둘을 낳았다. 유대 전쟁에 참전했으며 예루살렘의 함락까지 모두 지켜본 그가 자신의 경험과 여러 자료를 토대로 저술한 《유대 전쟁사》는 높은 평가를 얻었다. 기원후 95년경, 천지창조 때부터 시작해 유대인들의 역사를 서술한 《유대 고대사》도 완성시켰다.('플라비우스 증언'이라 불리는 예수에 관한 기술로도 유명하다)
기원후 100년경에 그는 로마에서 사망했다고 전해진다.

## 저작
오랫동안 요세푸스의 고대 그리스어 원전은 소개되지 못했고, 불완전한 라틴어 번역에 의존했다. 1544년에서야 네덜란드의 인문주의자인 아놀드 알레니우스에 의해 그리스어 원전이 출판되었다. 이 그리스어본은 1732년 영역본으로 번역되어 엄청난 인기를 끌었다. 지금은 그 문서를 구텐베르크 프로젝트에서 얻을 수 있다. 요세푸스의 《유대 전쟁사》는 한국어판으로도 출판되었는데, 전집형태로 출판하였다.
- (약 75년) 유대 전쟁사 (고대 그리스어: Ἰουδαϊκοῦ πόλεμος, Ioudaikou polemos) - 요세푸스 자신의 말에 따르면 원래 《유대 전쟁사》는 아람어로 기록한 것이고 그것을 또 그리스어로 번역해 썼는데, 아람어 원본은 전해지지 않고 현재 전해지는 것은 그리스어판 《유대 전쟁사》이다.
- (?) 하데스에 대한 그리스인과의 대화
- (약 94년) 유대인의 고전성 (AJ, AotJ or Ant. or Antiq.)
- (약 95년) 유대 고대사(라틴어: Antiquitates Judaicae)
- (약 97) 아피온에 대한 반박 (contra Apionem) - 유대인과 유대 문화를 비난한 아피온 사람들에게 헬레니즘과 유대를 맞대조시키며 헬레니즘보다 유대교가 더 도덕적으로나 사상적으로나 우월하다는 논리를 펼친 글. '아피온 반박문'이라고도 한다.
- (약 99) 플라비우스 요세푸스의 삶. 또는 자서전 (Life or Vita)

## 평가

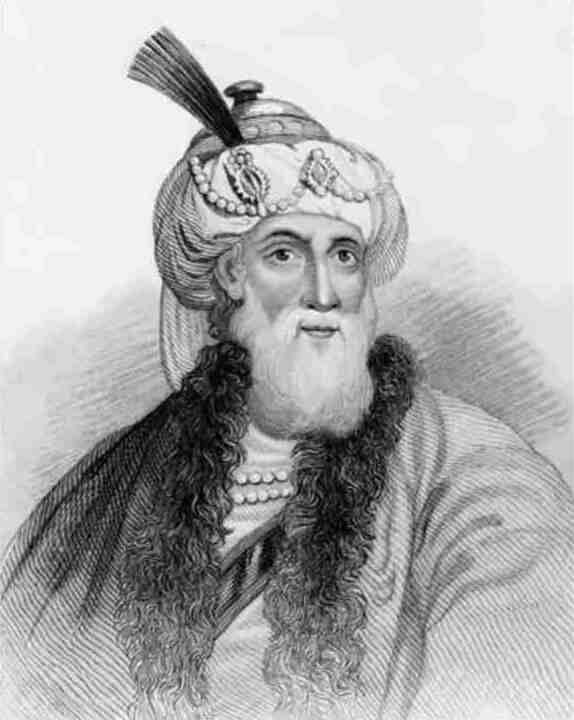
윌리엄 휘스턴에 의해 번역된 그의 저서에 실린 요세푸스의 초상화. 낭만주의 시대의 판화이다.

영국의 역사학자 E.메리 스몰우드(E. Mary Smallwood)는 다음과 같이 말했다.
(요세푸스는) 본인의 학식뿐 아니라 그가 가진 갈릴리인과 로마인, 양쪽 모두의 지휘관으로서의 견해에 대한 자부심이 강했다. 그는 요타파타에서 자신의 동지들을 희생시켜가면서까지 살아남은 자신의 충격적인 이중성에 대한 죄책감을 가지고 있었지만, 그는 자신이 얼마나 신랄하게 자신의 '앞잡이'로서의 행동을 자백했는지를 깨닫기에는 너무도 순진했고, 그가 그의 반대자들로부터 받은 모욕이 지나치게 가혹했다는 것도 말하지 않았다. 그럼에도 본의 아니게 로마군에 가담한 뒤 그는 자신이 가진 '포로'라는 강점에 의지했고, 이는 다른 한편으로 그의 남은 인생에 보탬이 되었다.

요세푸스의 생애는 모호한 점이 많다. 플라비우스 왕조 3대의 황제(임페라토르)를 섬기며 어떤 제약도 없는 생애를 보낸 것처럼 보이지만, 그를 비난하는 이들은 그가 전쟁 당시 갈릴리에서 동료들과 같이 자살하지 않고 로마군에 투항한 점, 포로가 된 후에는 로마 군과 협조한 점에 대해 충분히 설명을 하지 못했다고 주장해왔다. 실제로 그러한 요세푸스 본인에 대한 동포 유대인이나 로마인들로부터의 비난, 그리고 중상모략은 그가 특별한 정치활동보다는 저술에만 몰두하게 한 요인이기도 했다는 지적이 있지만, 요세푸스를 배반자 및 밀고자로 보는 입장에서 그의 저술은 로마의 선전물 내지는 자기 변명 정도로 여겨졌고 역사가로서의 그의 신뢰도는 평가절하되어 왔다. 오늘날까지 정통 유대교도들에 의해 요세푸스는 '배신자'로 평가되고 있다.
그러나 로마 시대, 특히 갈등이 극에 달했던 시대에 유대인들과 유대 문화에 대한 중요한 변명자였음은 틀림없다. 그는 스스로를 유대인으로써 유대의 율법을 준수하는 애국자로 자처했다. 그는 교육받은 이방인들에게 유대교를 옹호하고 추천하기까지 했으며 유대와 헬레니즘(그리스-로마) 사상과의 호환성을 주장하기도 했으며, 유대의 역사와 문화가 유구하며 유대인들은 문명화되고 신앙심이 두터우며 철학적인 민족으로 그의 저서에서 그려냈다.
요세푸스의 저서를 통해 제1차 유대-로마 전쟁에 대한 정보를 얻을 수 있고, 사해 사본과 연관지어서 2차 성전기 이후의 유대교 신학에 대한 이해를 얻을 수 있다. 19세기와 20세기 초의 요세푸스에 대한 연구는, 그와 바리새파와 관련성에 주목했다. 전통적으로 그는 바리새파에 속하면서도 나라를 판 변절자로 그려졌다. 그러나 20세기 중반부터 신진 학자들에 의해 현대적인 요세푸스 상이 형성되었다. 이는 그가 어느정도는 바리새파이며, 나라를 생각하는 사람이었으며, 역사가로서의 가치가 있다는 것이었다. 1990년 이후 현대의 연구는 그가 바리새파라기보다는 사제계급의 일원이었다는 것이다..
요세푸스의 기록을 통해 역사적인 인물과 단체, 관습과 지리적인 정보를 얻을 수 있다. 그는 성서에 기록되지 않은 여러 가지 사실들도 제공한다. 일례로 히브리 대학의 에후드 넷저는 요세푸스의 저술을 연구하여, 35년 동안의 시행 착오 끝에, 헤롯 대왕의 능침 위치를 찾아낼 수 있었다. 그것은 요세푸스가 기록한 것과 일치하는, 예루살렘에서 12킬로미터 남쪽에 떨어진 헤로디움 언덕으로 가는 길의 사막 평지의 터널과 물웅덩이 속이었다.

## 관련 작품
- 『로마 제국의 탄생과 몰락』제4화 '유대인 반란'(영국 BBC 방송국 제작)
- 유대 고대사

## 같이 보기
- 요세푸스의 예수
- 요세푸스 문제